# Sandsjön (Voxna socken, Hälsingland)
Sandsjön är en sjö i Ovanåkers kommun i Hälsingland och ingår i Ljusnans huvudavrinningsområde. Sjön har en area på 0,152 kvadratkilometer och ligger 217 meter över havet.

## Delavrinningsområde
Sandsjön ingår i det delavrinningsområde (682143-147831) som SMHI kallar för Utloppet av Sandsjön. Medelhöjden är 221 meter över havet och ytan är 1,25 kvadratkilometer. Det finns inga avrinningsområden uppströms utan avrinningsområdet är högsta punkten. Vattendraget som avvattnar avrinningsområdet har biflödesordning 4, vilket innebär att vattnet flödar genom totalt 4 vattendrag innan det når havet efter 145 kilometer. Avrinningsområdet består mestadels av skog (63 procent) och sankmarker (25 procent). Avrinningsområdet har 0,15 kvadratkilometer vattenytor vilket ger det en sjöprocent på 12 procent.